# Справа була у Пенькові
Справа була у Пенькові (рос. Дело было в Пенькове) — радянський повнометражний чорно-білий художній фільм, поставлений на Кіностудії імені М. Горького в 1957 році режисером Станіславом Ростоцькім за повістю Сергія Антонова.
Прем'єра фільму в СРСР відбулася 17 лютого 1958 року.

## Сюжет
В колгосп з розподілу приїжджає молодий спеціаліст Тоня Глечікова. Перший, хто зустрічається Тоні — колгоспний тракторист Матвій Морозов, заводила і вигадник. Витівки Матвія були причиною постійних конфліктів між ним і головою колгоспу Іваном Савовичем. До того ж дочка голови Лариса проти волі батька виходить заміж за Морозова. З приїздом Тоні життя в селі починає змінюватися. До неї тягнеться молодь. Тягнеться до неї і Матвій. Їх безневинний на перший погляд інтерес один до одного стає джерелом пліток. Лариса ревнує чоловіка до Тоні. Особливо незадоволена її появою в колгоспі самогонщиця Алевтина, чий будинок раніше був центром «світської» життя в селі, що було додатковим джерелом її доходів. Одного разу Тоня в недобудованому клубі підвертає ногу. Додому її відносить Матвій, який випадково опинився там. Це бачить Алевтина і призводить додому до Тоні батька Лариси.
Лариса, відчуваючи, що чоловік охолов до неї, сильно ревнує його до Тоні. Алевтина підмовляє Ларису отруїти суперницю. Лариса спочатку погоджується, але в останній момент не наважується на вбивство. Матвій, дізнавшись про участь Алевтини, в покарання замикає її в льосі, за що отримує тюремний термін. Повернувшись додому, Матвій вперше бачить уже сина-підлітка і обох люблячих його жінок. Життя триває.

## У ролях
- В'ячеслав Тихонов — Матвій Морозов, чоловік Лариси, батько Матвія, тракторист
- Майя Менглет — Антоніна (Тоня) Андріївна Глечікова, внучка Василя Миколайовича, зоотехнік
- Світлана Дружиніна — Лариса Іванівна Морозова, дочка Івана Савича і Марії Федорівни, дружина Матвія, мати Матвія
- Володимир Ратомський — Іван Савич, чоловік Марії Федорівни, батько Лариси, дідусь Матвія, голова колгоспу
- Валентина Телегіна — Алевтина Власівна, самогонщиця
- Анатолій Кубацький — Василь Миколайович Глечиков, дідусь Тоні
- Євгенія Мельникова — Дар'я Семенівна Морозова, мати Матвія, бабуся Матвія
- Юрій Медведєв — Василь (Вася) Тимофійович Зефиров, тракторист, «штатний передовик»
- Олександра Харитонова — Олександра (Шурочка)
- Юрій Мартинов — Леонід (Льоня), комсомольський вожак
- Сергій Яковлєв — Сергій Олексійович Ігнатьєв, партійний керівник
- Катерина Мазурова — Марія Федорівна, дружина Івана Савича
- Григорій Михайлов — директор Підкамінської МТС
- Георгій Светлани — Федір Петрович Уткін, колгоспник
- Петро Кірюткін — бригадир
- Володимир Трошин — Дмитро (Діма) Крутиков, лектор
- Іван Рижов — колгоспник на возі
- Євген Гуров — кореспондент
- Анатолій Кирилов — кореспондент
- М. Буданов — епізод
- Юрій Афанасьєв — хлопець в клубі (немає в титрах)
- Микола Тарасов — провідник в поїзді (немає в титрах)

## Знімальна група
- Сценарій: Станіслав Ростоцький
- Режисер: Станіслав Ростоцький
- Оператор: Георгій Гарибян
- Композитор: Кірило Молчанов
- Художник: Марія Фатєєва